# Chetogaster oblonga
Chetogaster oblonga là một loài ruồi trong họ Tachinidae.